# Ореховец (Нижегородская область)
Ореховец — село в Дивеевском районе Нижегородской области России. Согласно «Адрес-календарю Нижегородской Епархии» за 1904 год, в селе в 1801 году был возведен каменный храм (престолы: главный (холодный) — Вознесения Господня, теплые приделы: правый — мученицы Параскевы, левый — Рождества Иоанна Предтечи). Документ о принятии на госохрану Вознесенской церкви как памятника градостроительства и архитектуры № 286.

## История
В «Арзамасских поместных актах» в 1593 году упомянуты «Мамаевы крестьяне из Ореховца» (видимо, крепостные некого Мамая (Мамаева)). В переписной книге 1602 года Ореховец назван дворцовой деревней. Видимо, в Ореховце проживали крестьяне как дворцовые, так и принадлежавшие помещику, так как в документе 1606 года они упомянуты одновременно: «крестьянин Момаева деревни Ареховца Василей Орефьев, а прозвища Потатур, да тово-ж Ореховца дворцовые деревни крестьянин Василей Кузьмин».
В 1610 году поместье мурзы Мометя (наверное, Магомета) Момаева в деревне Ореховце было отдано другому мурзе — Ишею Теребердееву. Грамота написана от имени царя и великого князя Дмитрия Ивановича (Лжедмитрия II) в его «стану у Москвы в селе Коломенском». Такая же грамота передавала поместья князей Теникея Енибакова и Бекбея Собаева в Ореховце и Беговатове новым владельцам — князю Мустафе Момешеву и мурзе Момешу Теребердееву (возможно, это отец и сын). При этом про тех, у кого поместья отбирались, сказано, что они «в-ызмене», что по-видимому надо понимать как не подчинение самозванцу.
С какого-то времени и до 1764 года Ореховец являлся вотчиной арзамасского Спасского монастыря. В 1801 году в Ореховце была построена деревянная церковь Вознесения Господня, и он стал считаться селом. Церковь сгорела около 1890 года.
В начале XIX века селом владел князь Щербатов, передавший его в приданое своей дочери Наталье, вышедшей замуж за князя Фёдора Петровича Шаховского.
В 1859 году Ореховец числится разноведомственным селом, в котором было 73 двора и 735 жителей.
Около 1900 года взамен сгоревшей деревянной церкви в Ореховце была построена каменная, закрытая в 1930-х годах.
В 1933 году в селе было 207 хозяйств и жил 851 человек. Это максимальное зафиксированное население Ореховца.
По данным 1978 года в селе насчитывалось 151 хозяйство и 351 житель. Здесь располагалась ферма крупного рогатого скота (построенная на месте усадьбы Шаховских). В 1995 году в Ореховце проживали 408 человек.

## Население
| 2002 | 2010 |
| ---- | ---- |
| 380  | ↘322 |